# Austrian Softball League
Die Austrian Softball League ist die 1. Softball-Bundesliga in Österreich.
Beim Softball wird in der ASL (Austrian Softball League) mit sieben Teams gespielt. Es wird ein Grunddurchgang mit 20 bzw. 14 Spielen für die 2 neuen Teams bestritten. Das Ranking erfolgt nach dem Verhältnis der errungenen Punkte (2 pro Sieg, 1 pro ausgetragenem Spiel) im Verhältnis zur maximal möglichen Punkteanzahl.  Die vier besten Teams bestreiten im September die Staatsmeister-Play-Offs im Page-System.

## ASL Saison 2018
| Austrian Softball League - Dornbirn Sharx - Witches Linz - Vienna Wanderers - Vienna M-Stars - Crazy Chicklets Wr. Neustadt |